# Rockefeller Center
A Rockefeller Center New York tizenkilenc toronyházból álló épületegyüttese, amely Manhattan középső részén helyezkedik el. A megközelítőleg 89 000 m² területen lévő épületegyüttes nevét 1931-ben az építtető John D. Rockefeller Jr.-ról kapta, területét a 48. és az 51. utca, valamint a Ötödik sugárút és a Hatodik sugárút (Avenue of the Americas) határolja.
A Rockefeller Center neves irodaházairól és a területén lévő képzőművészeti alkotásokról ismert. Egyik nevezetessége a 70 emeletes felhőkarcolója, a 260 méter magas 30 Rockefeller Plaza ("30 Rock"), jelenlegi nevén Comcast Building  turistalátványosságként egyben New York legmagasabb épületei közé tartozik, de ugyanitt található a világ talán leghíresebb korcsolyapályája, a „The Rink at Rockefeller Center” is, amely előtt a nevezetes Prométheusz-szobor áll. Ugyanitt állítják fel a Rockefeller Center fenyőfáját is, amelynek fényeit New York City polgármestere gyújtja meg, és mivel ezt az NBC élőben közvetíti, így az eseménynek több százmillió részese is van.

## Története
A Rockefeller Center kialakításának kezdete az 1920-as évek végére nyúlik vissza, eredetileg John D. Rockefeller Jr. a New York-i Metropolitan Opera számára szándékozott új épületet létrehozni a Columbia Egyetemtől bérelt területen. A fejlesztések koordinálására szindikátust alapított, majd az 1929-es tőzsdeválság után, részben a Metropolitannel való tárgyalások kudarca miatt megváltoztatta elgondolását. Így a projekt ettől kezdve tisztán üzleti jellegűvé vált; üzleti értelemben is és építészeti szempontból is egyaránt sikeresnek bizonyult.
A Columbia Egyetem és John D. Rockefeller Jr. közötti tárgyalások eredményeképp a területet 27 évre bérelhették, valamint további 3-szor 21 éves szerződéses opcióval összesen 87 éves bérleti szerződésre lett jogosult. A beruházást a Metropolitan Life Insurance Companytól felvett hitelek fedezték, valamint a további felmerülő költségeket az olajtársaság részvényeinek eladásából finanszírozták. A terület megszerzése, az ott meglévő épületek lebontása és az első hullámban elkészült épületek költségei megközelítőleg 250 millió $-t tettek ki, fejlesztését 1930. május 17-én kezdték el.
A Rockefeller Center kialakítása az addigi legnagyobb magánbefektetők által finanszírozott projekt volt, amelynek keretén belül 14 art déco stílusú épületet építettek meg – az eredetileg tervezett opera épülete nélkül –, az 1930-ban elkezdett építkezés 1939-ben zárult le. A területfejlesztést a projekt elsőszámú menedzsere, Raymond Hood három vezető tervező intézet bevonásával végezte, az építészcsoport tagjai között volt a fiatal Wallace Harrison, aki később Nelson Rockefeller beruházásainak egyik legjelentősebb építésze lett. Az építkezésen több mint 40 000 embert alkalmaztak.
Az épületkomplexum a Rockefeller Center nevet 1931-ben a Rockefeller család egyik tanácsadója, Ivy Lee javaslatára kapta, feltételezvén az épületek kiadása során a Rockefeller név a bérlőket nagyobb mértékben vonzza.

## Akvizíciók
- 1985-ben a Columbia Egyetem az addig bérelt területet, amelyen a Rockefeller Centerhez tartozó épületek állnak, eladta a Rockefeller Group számára 400 millió $-os összegért.[4]
- 1989-ben a Mitsubishi Group a Rockefeller Center teljes épületegyüttesét felvásárolta korábbi tulajdonosától a Rockefeller Grouptól.
- 1996-ban az épületkomplexumot egy konzorcium vásárolta meg, amelynek részben a Goldman Sachs, Gianni Agnelli, Stavros Niarchos és David Rockefeller voltak a  tulajdonosai, a konzorcium vezetője pedig David Rockefeller volt.
- 2000-ben újabb tulajdonosi átrendeződés során a Rockefeller Center kialakításakor felépített első 14 épületét az egyik legnagyobb amerikai ingatlanvállalkozás, a Tishman Speyer 1,85 milliárd dollárért vásárolta fel.[5]

## A Rockefeller Center épületei

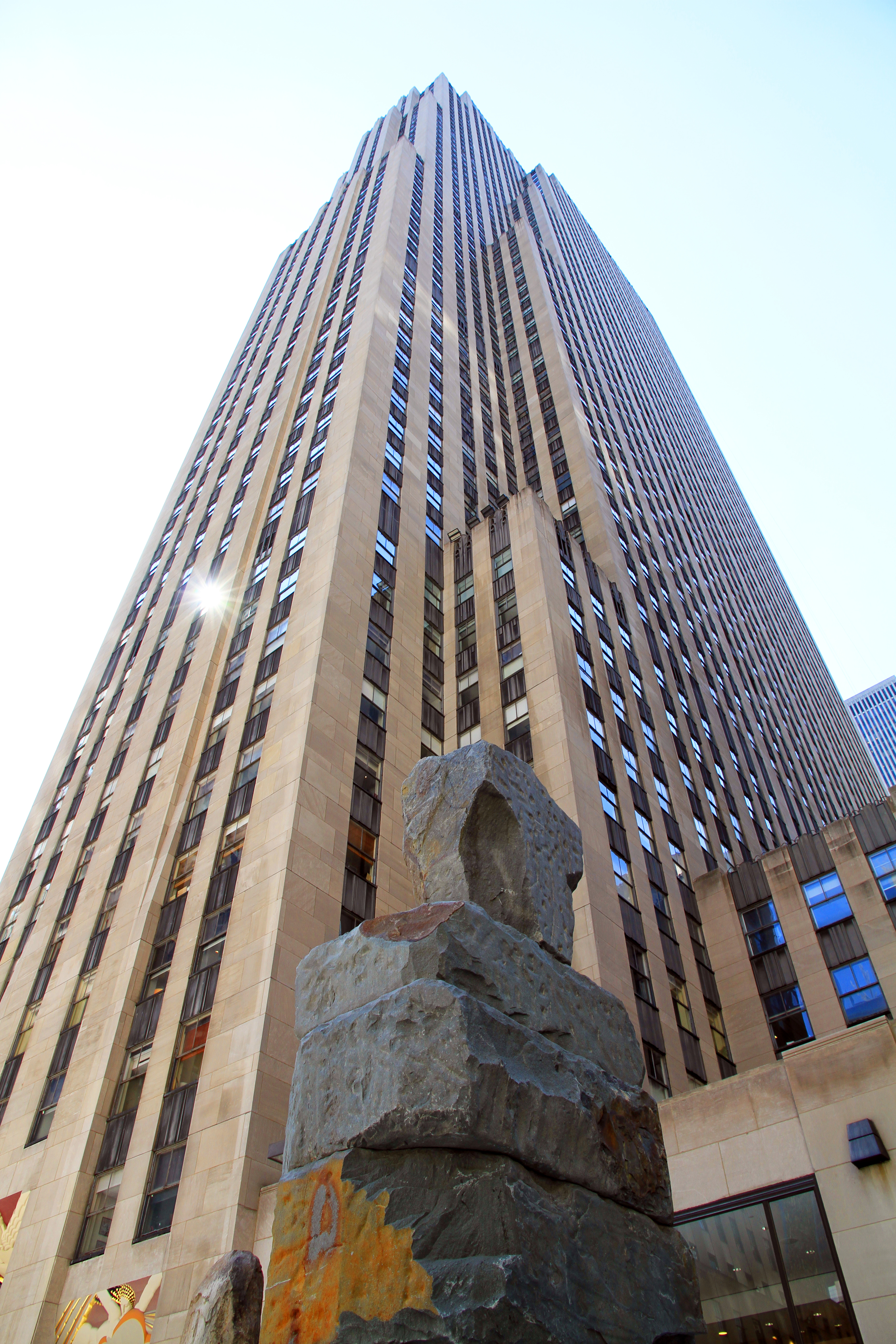
A Rockefeller Center legmagasabb épülete a Comcast Building ("30 Rock")

A modern városfejlesztés történetében a Rockefeller Center kialakítása teljesen új utat nyitott, egyetlen üzletember egy régió teljes építészeti koncepcióját vezette végig, külön jelentőségű, hogy nem csak egy felhőkarcolót építettek, hanem új építészeti egységet alakítottak ki egy metropolisz közepén. A legmagasabb épületeket úgy helyezték el, hogy azokat lehetőség szerint a lehető legtöbb napfény érje, az épületeken belül pedig egy pont sem lehetett valamelyik ablaktól 9 méternél távolabb. Az összes épületet ugyanabból az Indiana állambeli kőbányából szállított mészkő burkolja.
Jelenleg a Rockefeller Center két épületcsoportból áll. Az egyik az eredeti épületkomplexum, amelyhez az 1930-as években épült 14 art déco stílusú irodaház tartozik, valamint még egy 1947-ben épült, az 51. utcán álló épület. A másik később kialakított épületcsoporthoz a Sixth Avenue (Americas Avenue) nyugati oldalán lévő négy, az 1960-as és 1970-es években felépített toronyház tartozik.
A Rockefeller Center egyik legfőbb nevezetessége és egyben legmagasabb épülete a 30 Rockefeller Plaza, jelenlegi nevén a Comcast Building, amely nem csak a Rockefeller Center, hanem New York egyik turista látványossága is, egyúttal címéről a „30 Rock”-ként is ismert. A 259 méter magas, hetvenemeletes felhőkarcoló az amerikai tv társaság, az NBC stúdióinak és vezetésének otthona, valamint az épületben székel másik amerikai média cég is, az MSNBC, de bérel itt irodákat a General Electric is. A Comcast Buildingbe az épület előtt levő téren, a Lower Plazán és a neves kis parkon, a Channel Gardensen át lehet bejutni. Az épület 65. emeletén működik a neves étterem, az 1934-ben megnyitott Rainbow Room évtizedeken keresztül az ország legmagasabban működő étterme volt.
A Rockefeller Center másik nevezetessége a Comcast Building épülete előtti téren, a Lower Plazán álló híres Prométheusz-szobor, és ugyanitt található a világ talán leghíresebb korcsolyapályája, a „The Rink at Rockefeller Center” is. Ugyanakkor ugyanitt állítják fel a Rockefeller Center fenyőfáját is, amelynek fényeit New York City polgármestere gyújtja meg, és mivel ezt az NBC élőben közvetíti, így az eseménynek több százmillió részese is van.
Az épületegyütteshez tartozó további hatemeletes épületeket egy-egy nemzetről nevezték el, így itt áll a franciák tiszteletére elnevezett Maison Française, az angoloknak szentelt épület, a British Empire Building, az olasz épület, a Palazzo d’Italia, amelynek alapkőletétele 1932 júliusában volt, valamint a Holland House és egy egyetlen nemzethez sem kötődő épület, az International Building. Az épületek átadásuk óta számos cég fellegvárai, így gyakran nem eredeti nevükként ismerik a hanem bérlőiről, vagy a tulajdonosairól.

### Eredeti épületegyüttes

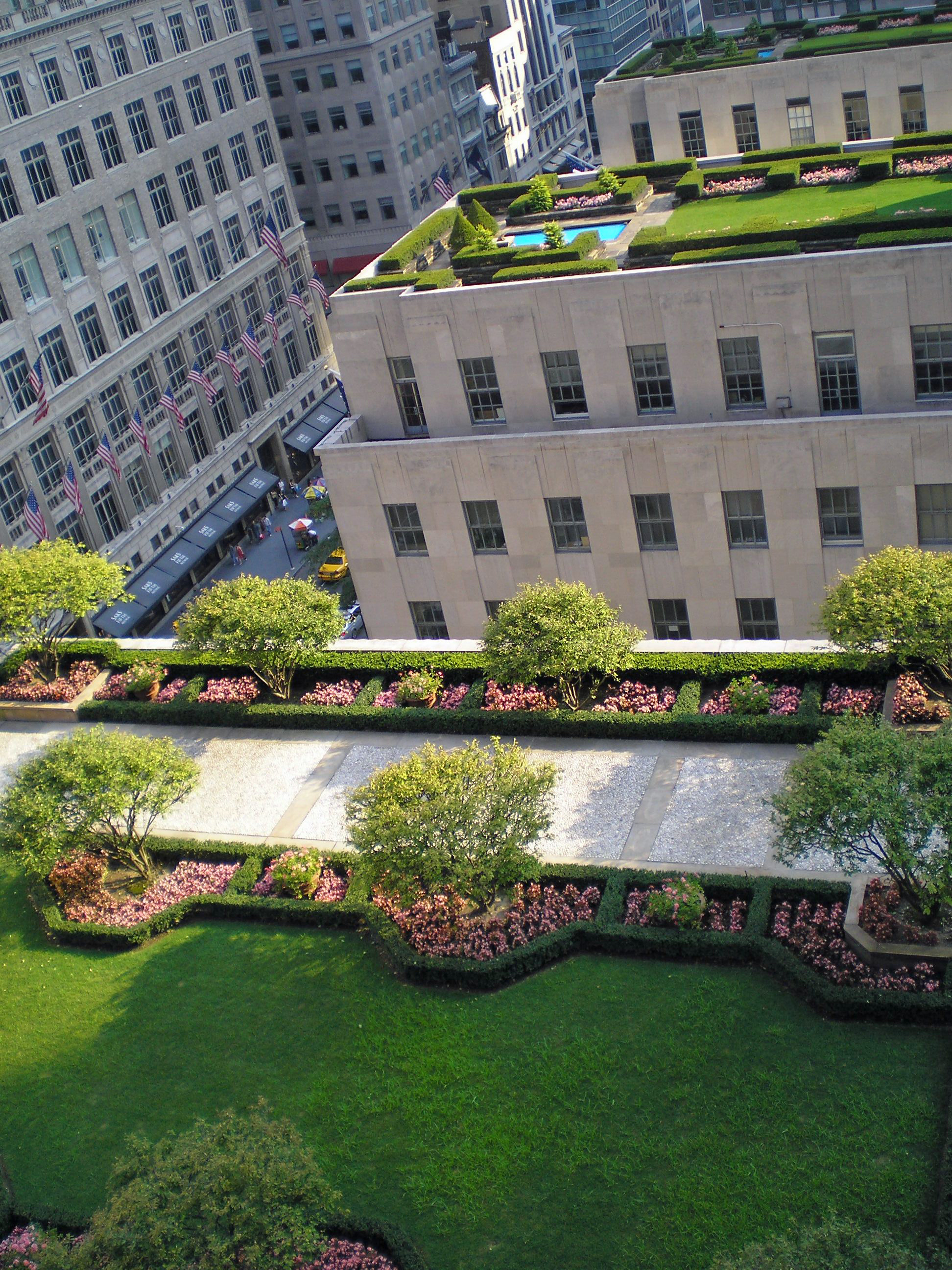
A Rockefeller Plaza épületeinek tetőkertjei

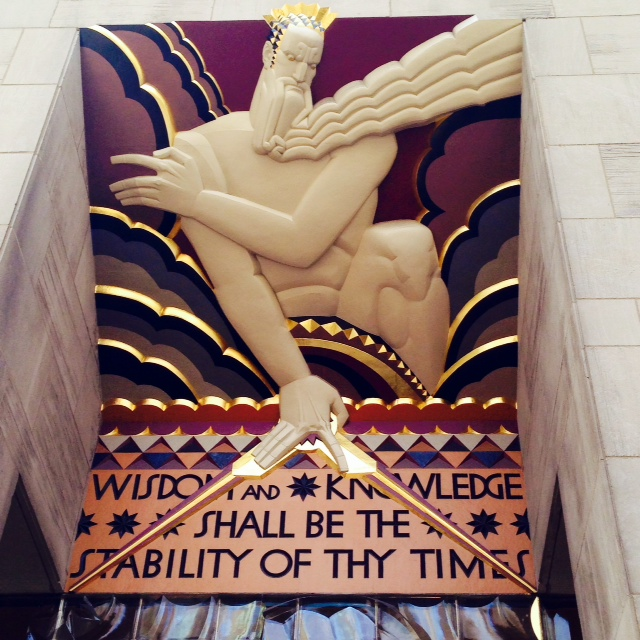
Lee Lawrie domborműve a 30 Rockefeller Plaza bejárata felett

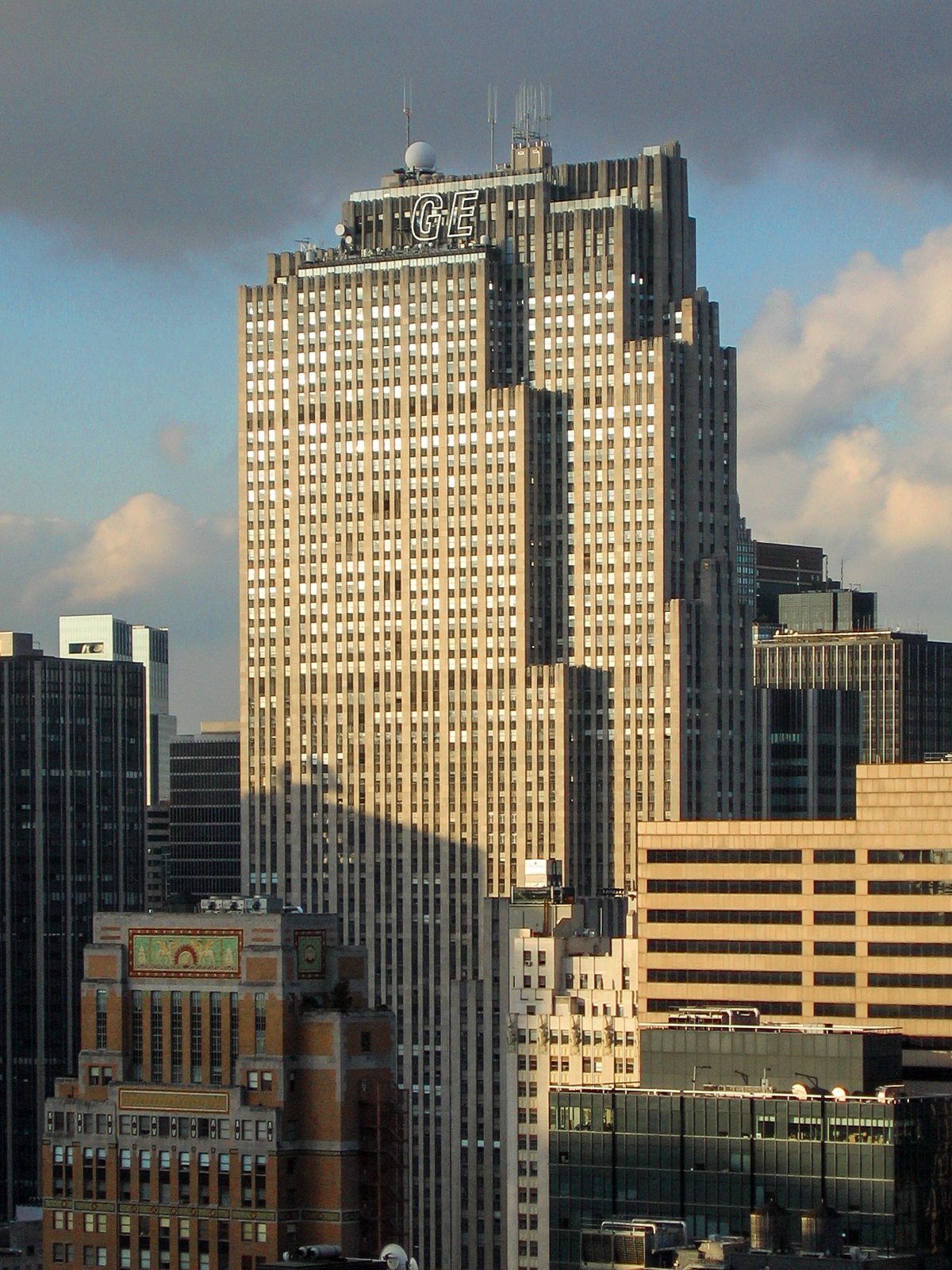
A Comcast Building ("30 Rock") a Rockefeller Center legmagasabb épülete

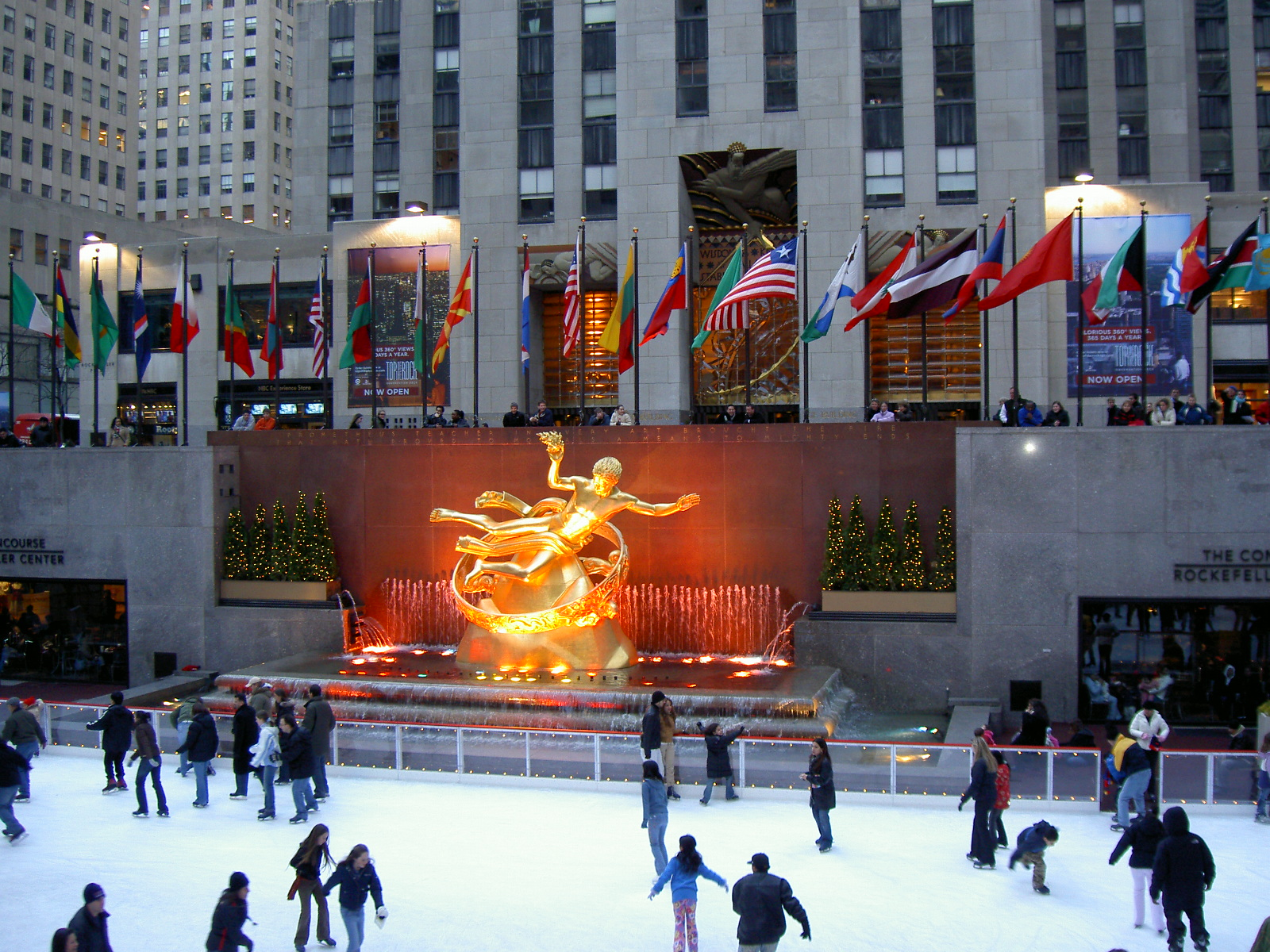
A Lower Plaza a jégpályával a Rockefeller Centerben, a háttérben a Prométheusz-szobor látható

A Rockefeller Centerben álló épületek alapterülete összesen 89 000 m², az épületegyüttes a Fifth avenue, és a Sixth avenue, valamint a 48. és az 51. utca által határolt 743 000 m² nagyságú szabadon megközelíthető területen áll.
- 1 Rockefeller Plaza – az eredeti Time & Life Building; melynek egykori bérlője a General Dynamics volt, gyakran a General Dynamics épületeként is nevezték a toronyházat.
- 10 Rockefeller Plaza – eredetileg a Holland House, valamikor az Eastern Air Lines irodaháza volt, jelenleg a Today Show stúdióinak és a Nintendo egyetlen hivatalos áruházának, a Nintendo NY-nak ad otthont.
- 30 Rockefeller Plaza ("30 Rock") – eredetileg az RCA Building, 1988-ban új neve a GE Building lett, ezután 2015-től a Comcast Building néven ismert. A Rockefeller Center 70 emeletes felhőkarcolója 259 méter magas, mely az amerikai rádió és tv társaság, az NBC székháza, de az NBC-n kívül is számos New York-i tv csatorna stúdiója működik az épületben, ezenkívül az 54. és az 56. emeleten a Rockefeller családhoz tartozó irodák vannak, de a felhőkarcoló volt Arturo Toscanini vezetésével működő egykori NBC Szimfonikus Zenekar otthona is. Ezenkívül az épület a 65. emeletén található a híres Rainbow Room étterem is, és az épület tetején, a 70. emeleten lévő kilátóból New York 360 fokos panorámája élvezhető.
- 50 Rockefeller Plaza – korábban az Associated Press Building valamint számos hírügynökség székháza volt, bejárata felett látható Isamu Noguchi hatalmas, kilenc tonnás rozsdamentes acél domborműve (News). Ez az egyedüli épület, ahol az eredeti építészeti elvektől eltértek, azaz az Associated Press (AP) igényei szerint egybefüggő, osztatlan teret alakítottak ki az épületen belül a hírügynökség számára, valamint már az építkezéskor az épület negyedik emeletébe összességében 4 millió láb hosszúságú közvetítő kábelt építettek be.
- 1230 Sixth Avenue, (Avenue of the Americas) – korábban a U.S. Rubber / Uniroyal Building, jelenleg a Simon & Schuster Building.
- 1250 Sixth Avenue, (Avenue of the Americas) – a „30 Rock”-hoz, jelenlegi nevén a Comcast Building épületéhez kapcsolódó épület.
- 1260 Sixth Avenue, (Avenue of the Americas) – a  Radio City Music Hall.
- 1270 Sixth Avenue, (Avenue of the Americas) – korábban az  RKO Building később az American Metal Climax (AMAX) Building.
- 600 Fifth Avenue, – eredetileg a Sinclair Oil Building épülete.
- 610 Fifth Avenue, – a La Maison Française épület.
- 620 Fifth Avenue, – a  British Empire Building épület.
- 626 Fifth Avenue, – a Palazzo d'Italia épület.
- 45 Rockefeller Plaza – az International Building, másik címe: 630 Fifth Avenue.
- 636 Fifth Avenue, – az International Building North.
- 1236 Sixth Avenue, (Avenue of the Americas), – az épület többek között az egykori Center Theatre otthona volt; a Rockefeller Center eredeti épületei közül ez az egyedüli épület, mely lebontásra került 1954-ben, az épület lebontásáig az NBC tv stúdióinak is helyt adott.

### További épületek
- 75 Rockefeller Plaza – a Rockefeller Center első bővítéseként 1947-ben épült, eredetileg az Esso Building, később a Time Warner Building, melynek jelenlegi tulajdonosa Mohamed Al Fayed, az épületet jelenleg az RXR Realty bérli.[8][9]
- 1211 Sixth Avenue, (Avenue of the Americas), – eredetileg a Celanese Building, jelenleg a News Corp Building, az épület tulajdonosa jelenleg a Beacon Capital Partners, bérlője a Cushman & Wakefield.[10]
- 1221 Sixth Avenue, (Avenue of the Americas), – korábban a McGraw-Hill Building, melynek tulajdonosa a Rockefeller Group.
- 1251 Sixth Avenue, (Avenue of the Americas), – korábban az Exxon Building.
- 1271 Sixth Avenue, (Avenue of the Americas), – korábban a Time & Life Building; melynek tulajdonosa a Rockefeller Group.

## Képzőművészeti alkotások
Számos jelentős művész alkotása is megtekinthető a Rockefeller Centerben, talán ezek közül a legismertebb Paul Manshipnek az épületegyüttes központjában felállított Prométheusz szobra, amelyet 1934. január 9-én avattak fel. Ugyanakkor a legtöbb, azaz tizenkét műalkotását állították fel Lee Lawrie amerikai szobrásznak, köztük a híres Atlasz-szobrot valamint a "30 Rock" bejárata felett elhelyezett domborművét, a Wisdomot Ézsaiás próféta könyvéből vett idézettel, de a japán-amerikai szobrász, Isamu Noguchi News című domborműve is nevezetes, mely az Associated Press hírügynökség bejáratát díszíti, ezen túlmenőleg további művészek kompozíciói is láthatók, mint Carl Milles, Hildreth Meiere, Margaret Bourke-White, Dean Cornwell, és Leo Friedlander.

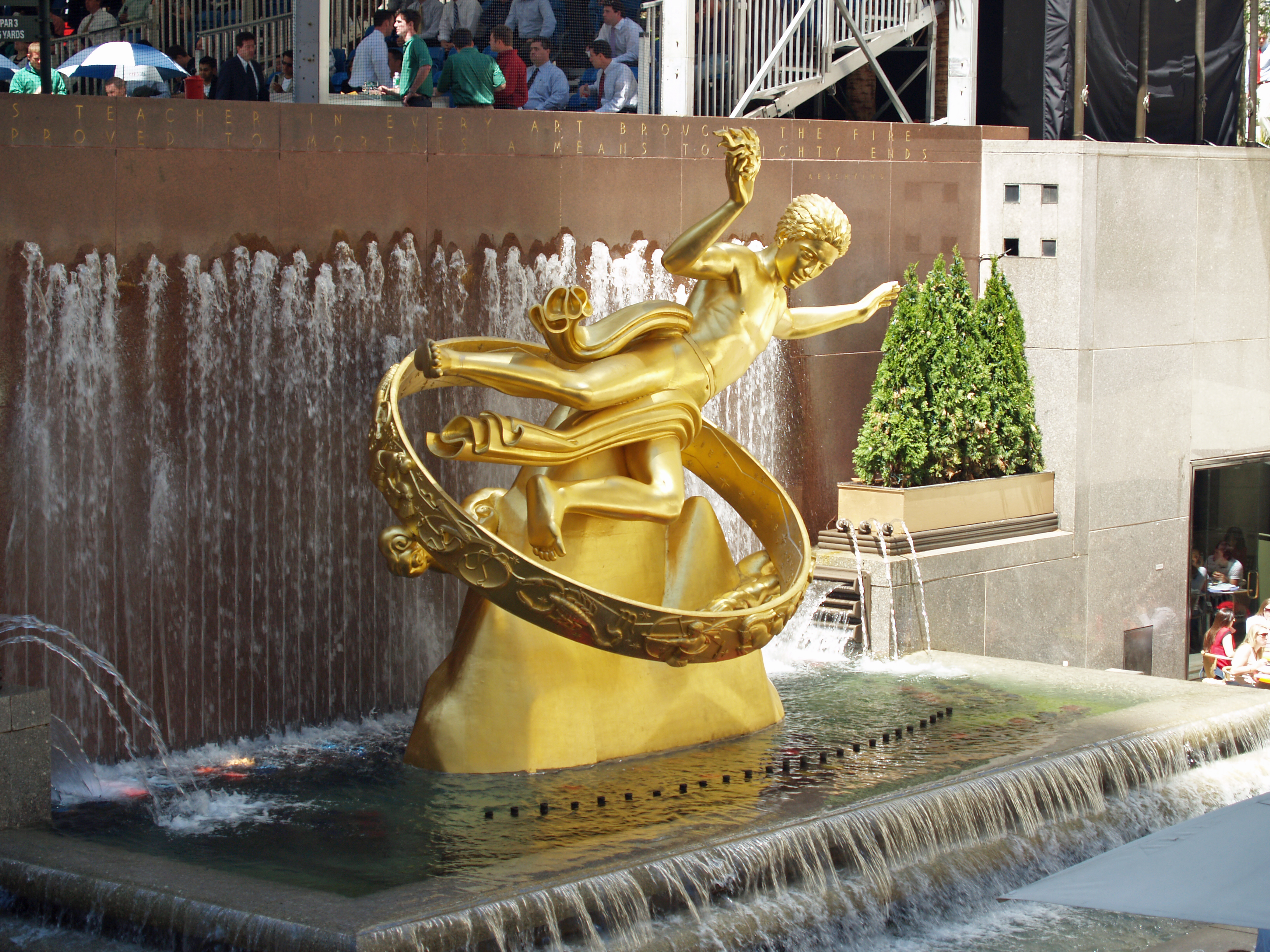
A Prométheusz-szobor Paul Manship alkotása (1933)
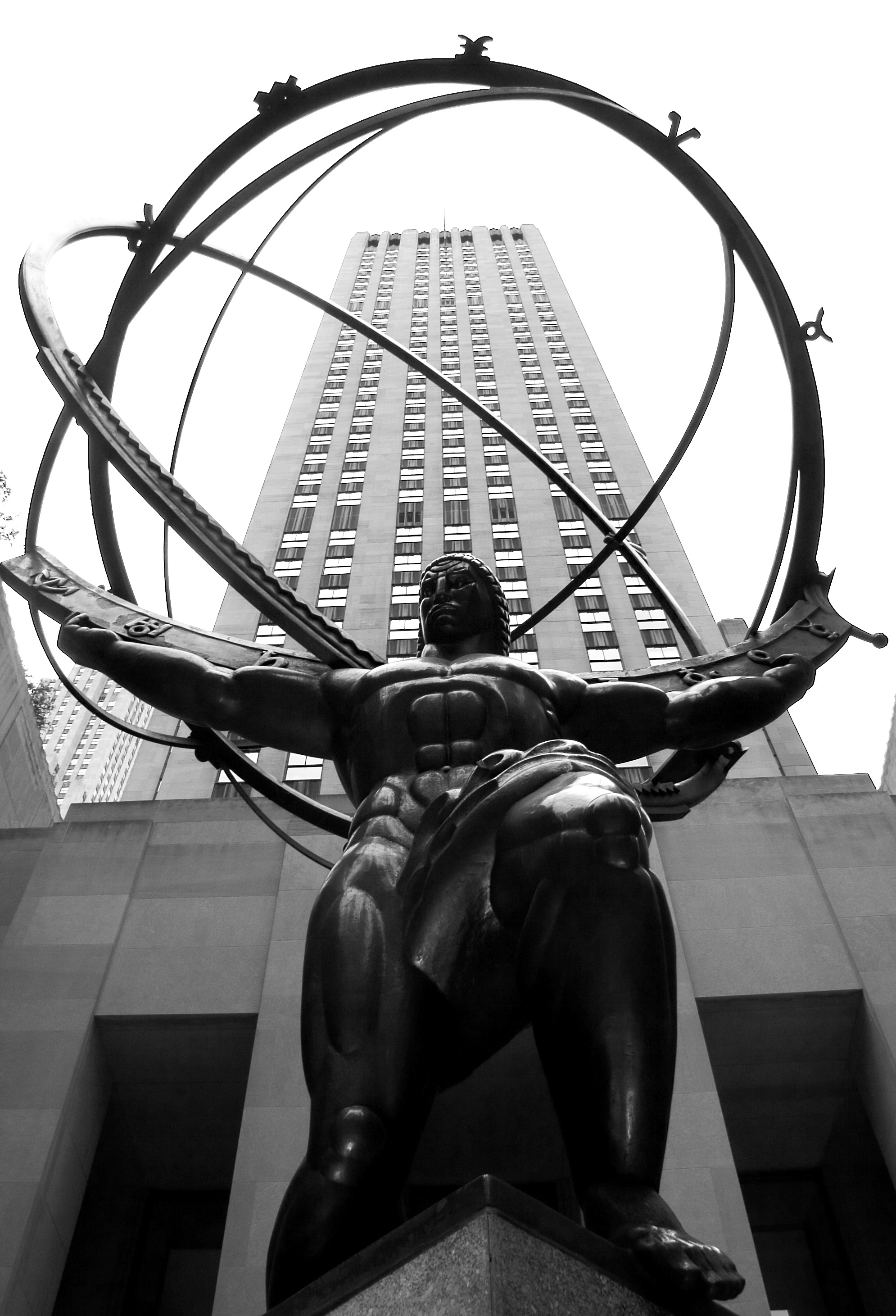
Az Atlasz-szobor Lee Lawrie alkotása
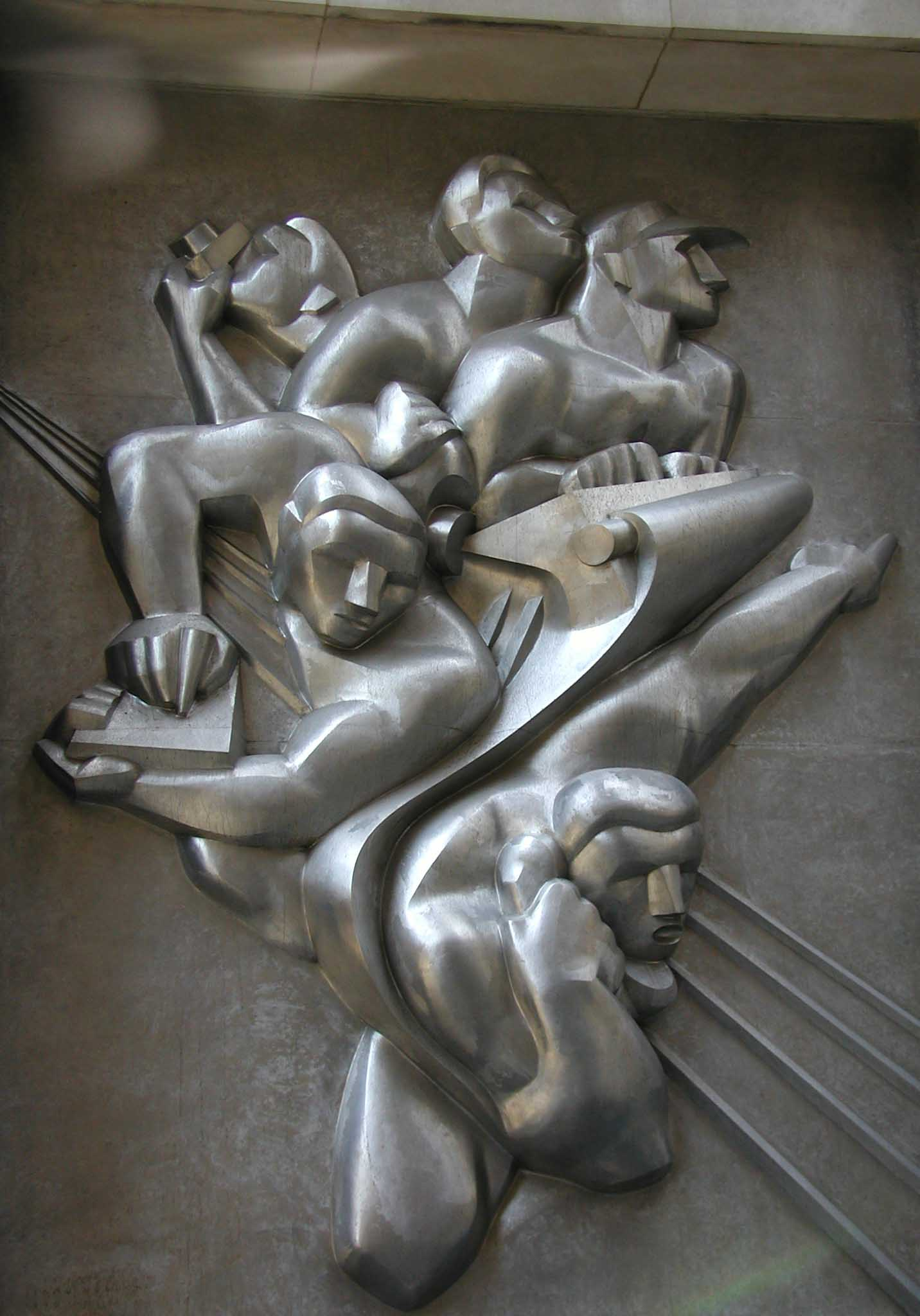
News Isamu Noguchi domborműve

## Galéria

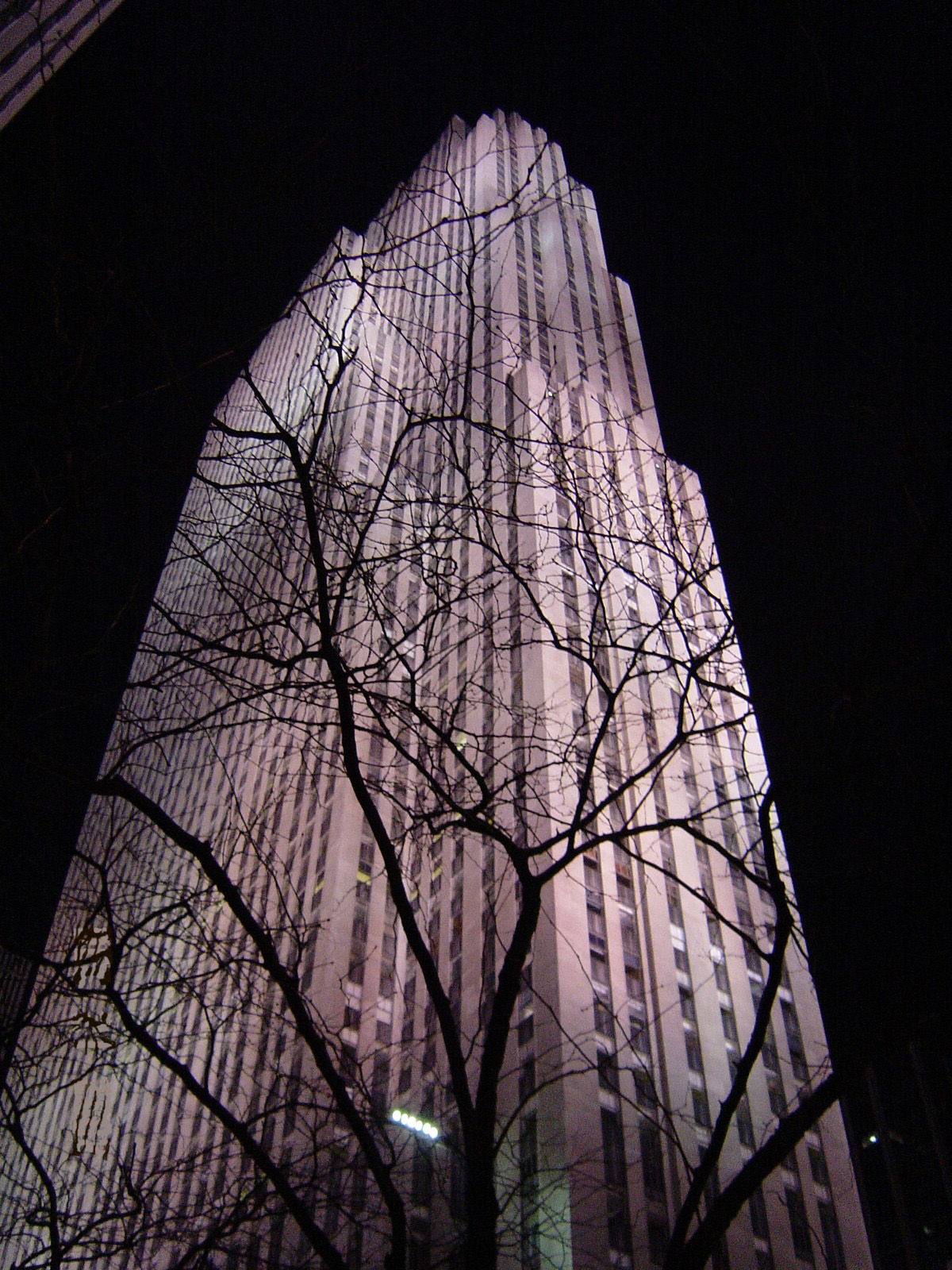
A Comcast Building ("30 Rock") éjszakai képe
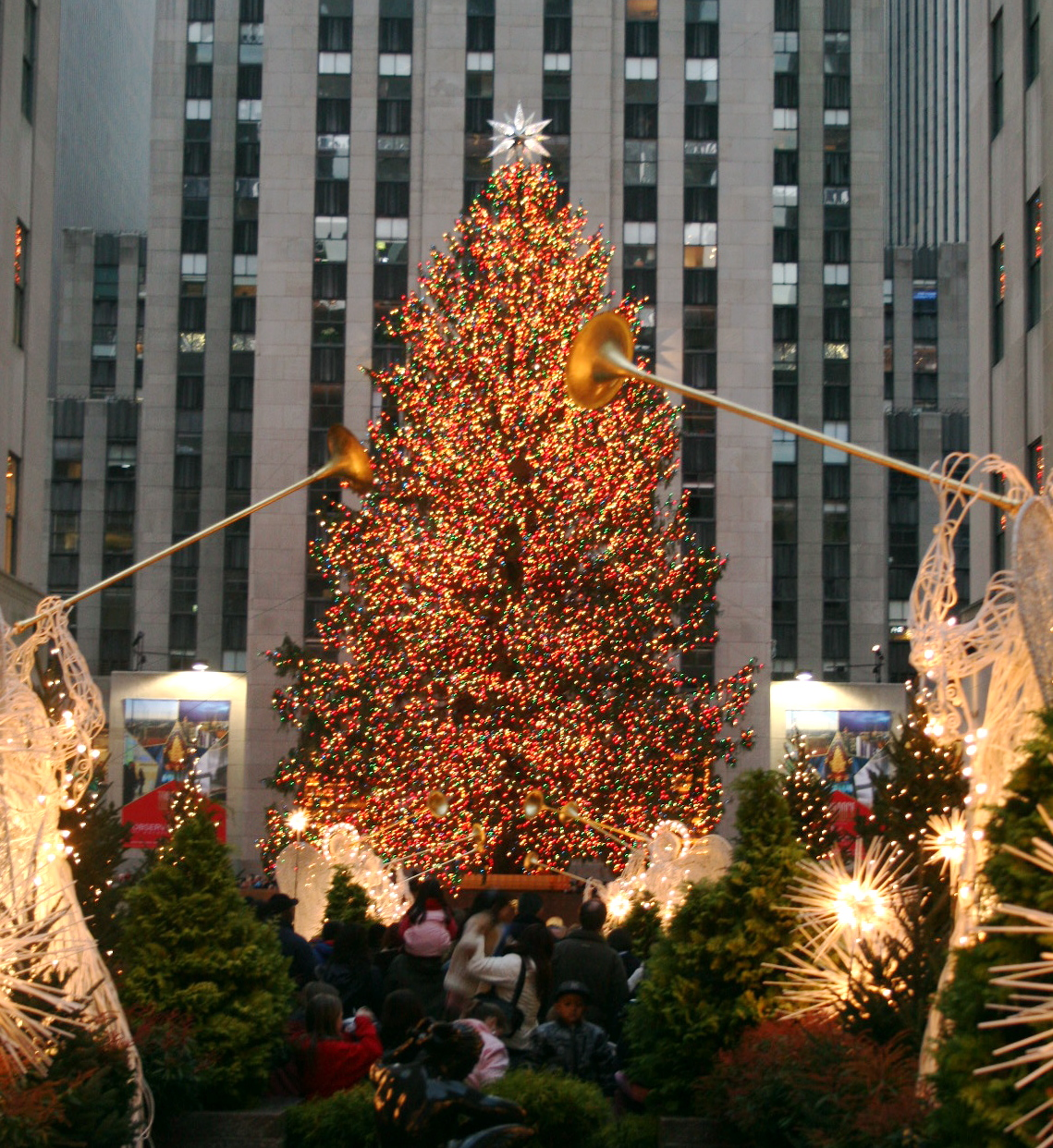
A Rockefeller Center óriás karácsonyfája
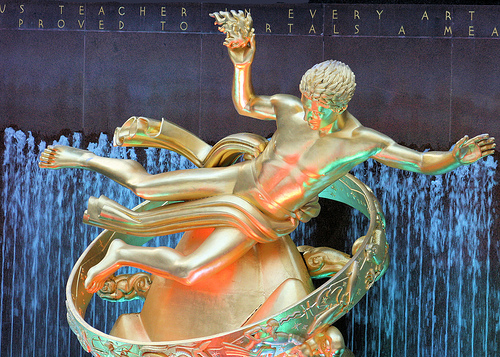
A Prométeusz-szobor a Rockefeller Centerben
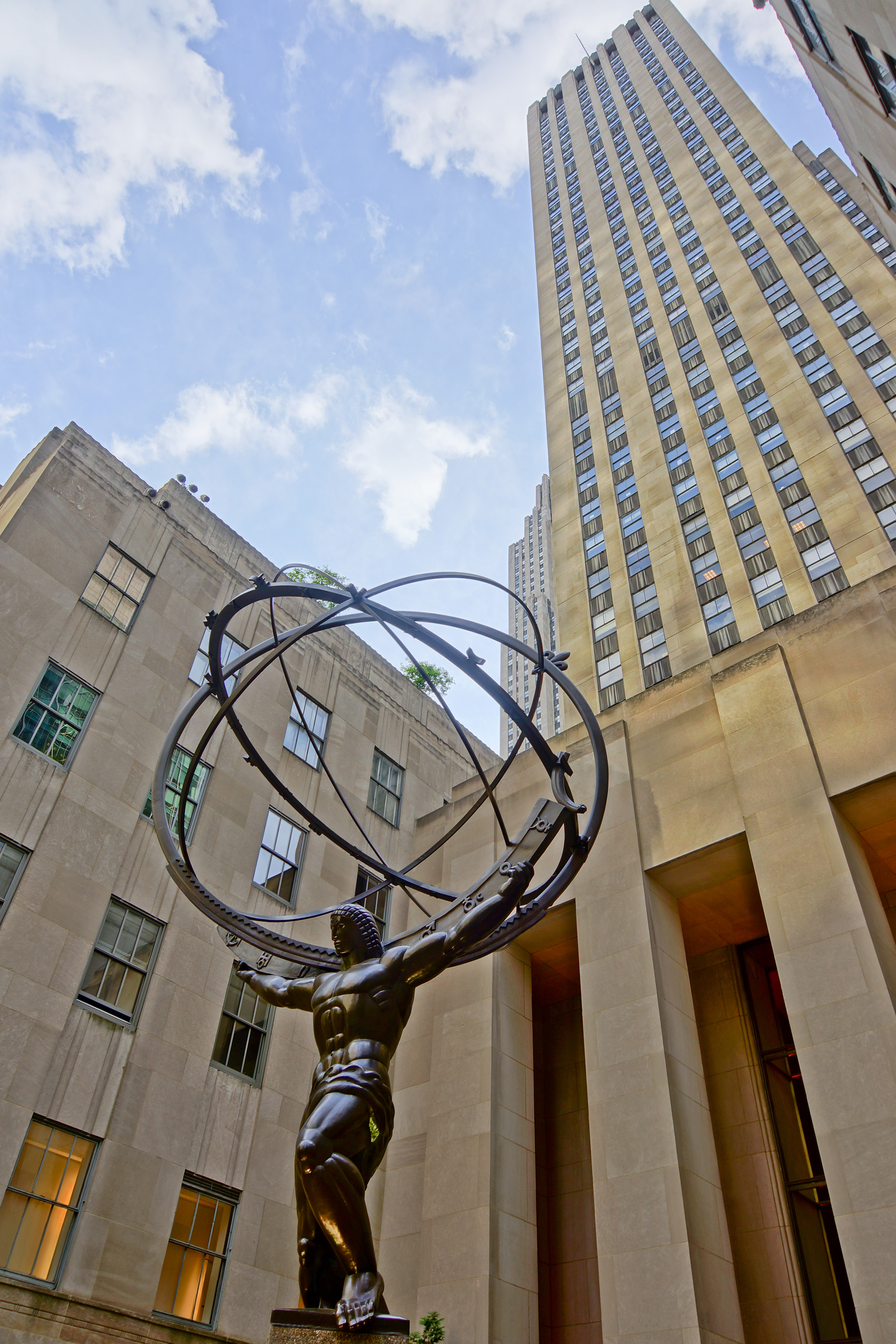
A Fifth Avenue-n álló Atlasz-szobor a Rockefeller Centerben
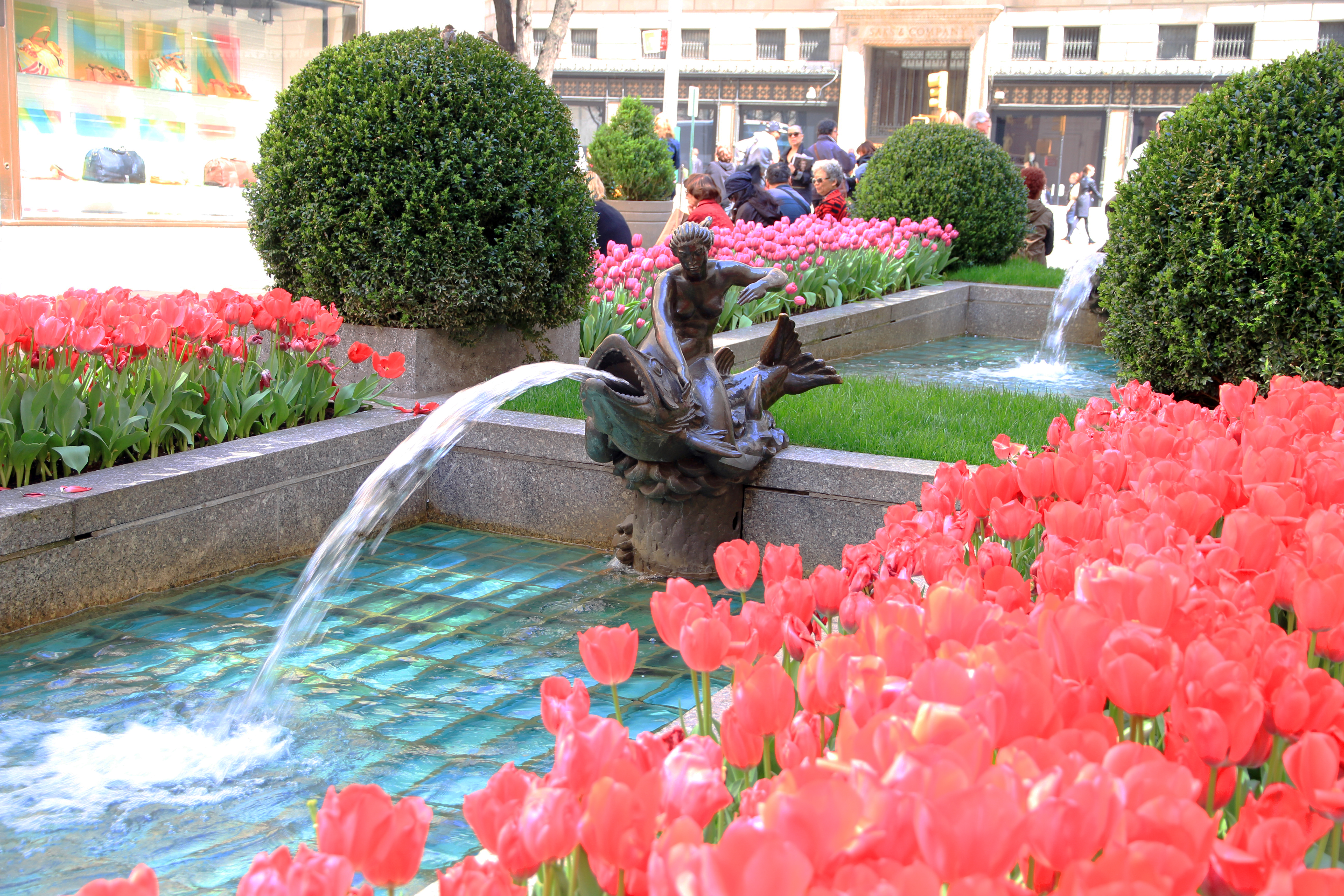
Channel Gardens a Rockefeller Centerben

## Fordítás
Ez a szócikk részben vagy egészben  a   Rockefeller Center című angol Wikipédia-szócikk ezen változatának fordításán alapul.  Az eredeti cikk szerkesztőit annak laptörténete sorolja fel. Ez a jelzés csupán a megfogalmazás eredetét és a szerzői jogokat jelzi, nem szolgál a cikkben szereplő információk forrásmegjelöléseként.